# Grenada i olympiska sommarspelen 1992
Grenada deltog i de olympiska sommarspelen 1992 med en trupp bestående av fyra deltagare, tre män och en kvinna, men ingen av landets deltagare erövrade någon medalj.

## Friidrott
Herrarnas 100 meter
- Gabriel Simeon
  - Heat — 11,10 (→ gick inte vidare, 65:e plats)

Herrarnas längdhopp
- Eugene Licorish
  - Kval — 7,60 m (→ gick inte vidare, 13:e plats)